# Tokujin Yoshioka

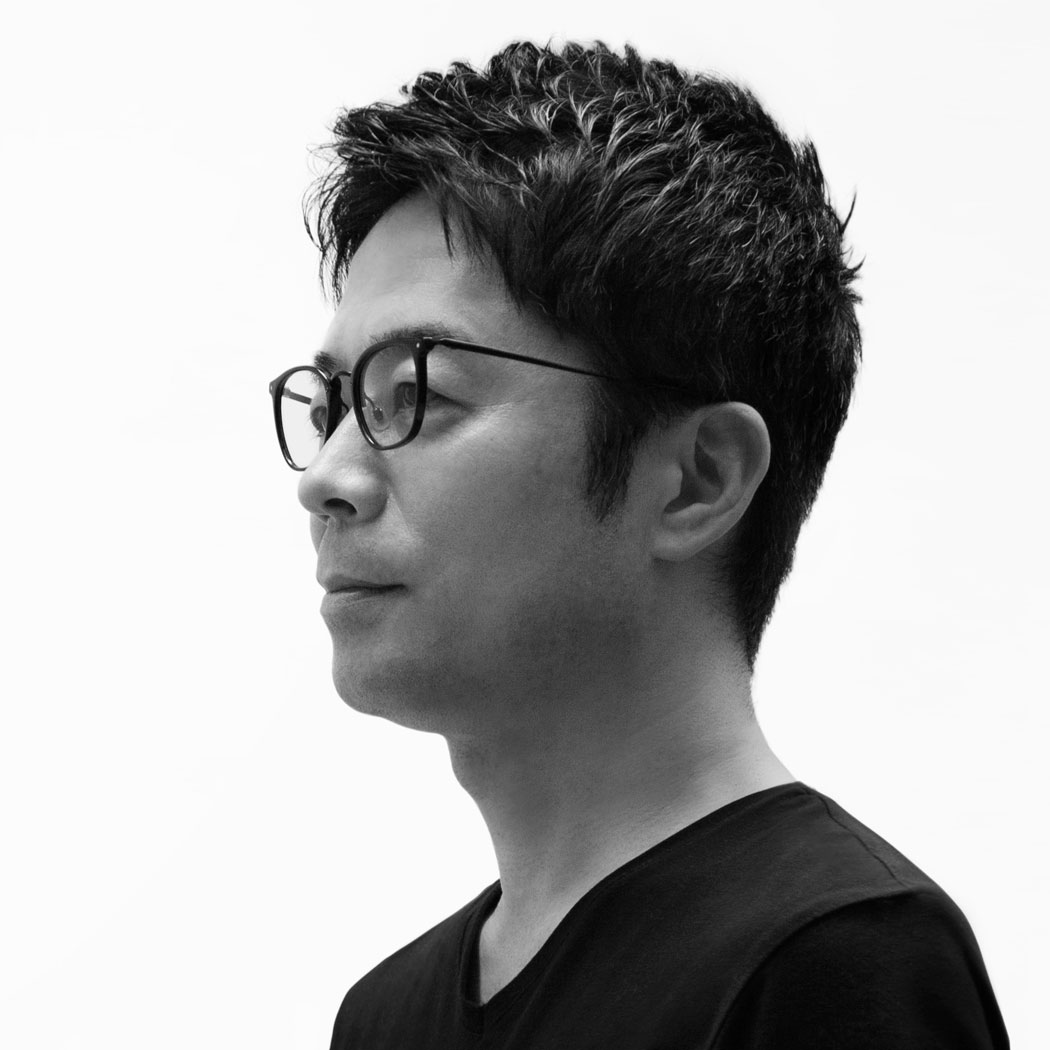
Tokujin Yoshioka

Tokujin Yoshioka (jap. 吉岡 徳仁, Yoshioka Tokujin; * 20. Januar 1967 in der Präfektur Saga, Japan) ist ein japanischer Produktdesigner, Grafiker und Architekt.

## Leben und Werk
Nach seiner Schulausbildung begann Yoshioka ein Studium an der Kuwasawa Design Kenkyūjo (Kuwasawa Design School). Nach seinem Abschluss arbeitete er zunächst für ein Jahr bei Shirō Kuramata, bevor er bei dem japanischen Modedesigner Issey Miyake Schaufensterdekorationen, Ausstellungskonzepte und Modeassecoires entwarf. Im Jahr 2000 gründete er sein eigenes Designbüro Tokujin Yoshioka Inc. in Tokio. Bei seinen Möbelentwürfen ließ er sich oft von Gestaltungsprinzipien und Materialien aus der Natur inspirieren. So entwickelte er 2001 mit dem Honey-Pop einen Sessel aus Papier, der seine Stabilität durch eine Honigwabenstruktur erhielt.
Tokujin Yoshioka arbeitete in der Folgezeit für – auf die Fertigung von Designobjekten spezialisierten – italienischen Möbelmanufakturen wie Driade, Kartell, Moroso und Cassina. International  bekannt wurde Yoshioka durch seine Entwürfe von Sitzmöbeln, die mehrfach auf der Internationalen Möbelmesse in Mailand vorgestellt wurden. Für einige Firmen, wie Lexus, Swarovski oder Moroso entwarf der Designer auch das Raumkonzept für den Messeauftritt.
Seit 2002 arbeitet Yoshioka mit optischem Fiberglas. Neben dem Stuhl Chair that disappears in the rain entwarf er mit Waterfall auch den weltgrößten Glastisch aus optischem Fiberglas. Das Objekt Water Block wurde in die Dauerausstellung des Musée d’Orsay integriert.
Ein weiterer Arbeitsschwerpunkt Yoshiokas liegt auf der Entwicklung von Ausstellungskonzeptionen, Inneneinrichtung und Schaufensterdekorationen von Boutiquen und Stores. Für Issey Miyake stattet er seit 20 Jahren exklusive Modeboutiquen auf der ganzen Welt aus. 2016 präsentierte er eine Installation von Ausstellungsfigurinen für die Modekollektion von Miyake der 1970er und 1980er Jahre aus Pappe und Acryl, die im National Art Center gezeigt wurde.
Für den österreichischen Kristallglashersteller Swarovski  entwickelte er das Stardust Crystal Palace-Konzept für die Gestaltung der Flagshipstores, das er unter anderem in Ginza realisierte. In den folgenden Jahren arbeitete er unter anderem mit verschiedenen Automobilfirmen, wie BMW, Audi, Nissan, Toyota, Peugeot und Lexus, mit Luxusgüterherstellern wie Hermès und Cartier  sowie mit Apple und Bang & Olufsen zusammen. Für Cartier konzipierte er die Ausstellungen Story of …. . .- Memories of Cartier creations (2009) und Cartier Time Art (2011).  Für verschiedene Mode- und Kosmetikfirmen lieferte Yoshioka Grafik-Entwürfe für Logos und Produktlinien. Unter anderem entwarf er 2011 das neue Logo für das Tokyo Metropolitan Art Museum.
Viele seiner Entwürfe werden heute in Dauer- und Sonderausstellungen renommierter Museen für angewandter Kunst, wie im Museum of Modern Art in New York, im Centre National d’Art et de Culture Georges Pompidou in Paris, im Victoria and Albert Museum in London, im Cooper-Hewitt Smithsonian Design Museum in New York und dem Vitra Design Museum in Weil am Rhein gezeigt.
Tokujin Yoshioka gilt gemeinsam mit Shiro Kuramata als der einflussreichste japanische Designer und wurde mehrfach als Designer of the Year ausgezeichnet. Sein Designbüro in Shibuya befindet sich in einem 150 Jahre alten, aus der Präfektur Shimane translozierten Reislagerhaus.

## Werke (Auswahl)

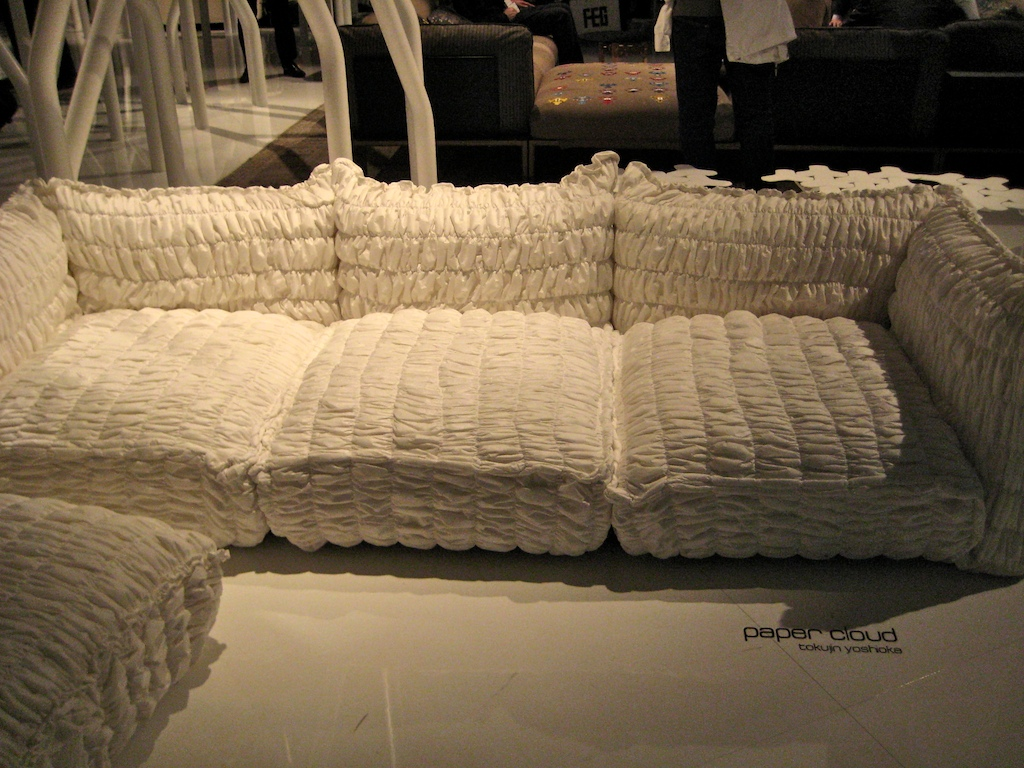
Sitzmöbel Paper Cloud, auf der Mailänder Möbelmesse 2009

### Möbel
- Tisch Hexagon 690 / 691 für Desalto
- Tischserie Element für Desalto
- Möbelserie The Invisibles Collection für Kartell
- Möbelserie Sparkle für Kartell
- Möbelserie Ami Ami für Kartell
- Möbelserie Boing für Driade
- Tisch Nami für Driade
- Möbelserie Tokio Pop für Driade
- Möbelserie Tokio Soft für Driade
- Sessel Mermaid für Driade
- Sessel Ori für Driade
- Sessel Cassina für Heaven off line

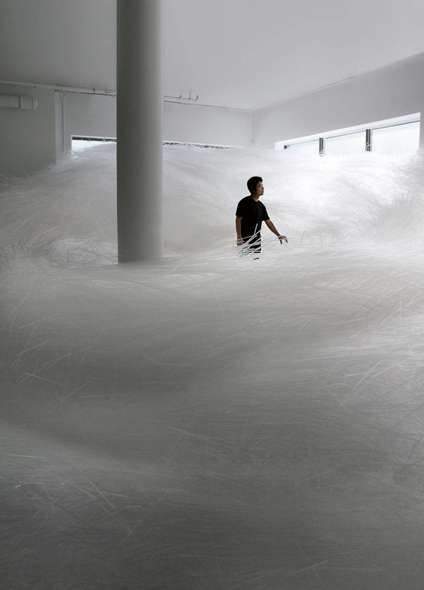
Design Miami: Tornado (2007)

- Sessel Kiss me Goodbye
- Sitzmöbel Paper cloud für Moroso
- Sitzmöbel Bouquet für Moroso
- Sessel Moon für Moroso
- Sessel Memory für Moroso
- Sitzmöbel Brook für Moroso
- Sessel Panna Chair für Moroso
- Tisch Luminous für Glas Italia
- Möbelserie Prism für Glas Italia

### Installationen
- Issey pour homme, für Issey Miyake (1995)
- M coupé, BMW (1998)
- Making things, für Issey Miyake (1998–1999)
- Hoofbeat, für Hermès (2002)
- Dressage, für Hermès (2003)
- Organic gate, für Bang & Olufsen (2004)
- Remembrance, für Hermès (2006)
- An installation of tissue, für Moroso (2007)
- Toyota Motor Show (2007)
- Swarovski Ginza (2006–2008)
- Story of... für Cartier im Tokyo National  Museum (2009)
- Lake of Shimmer, für Swarovski, Baselworld 2009
- Wings of Sparkle, für Swarovski, Baselworld 2013
- Cartier time art, für Cartier (2014)
- Tornado, für Tokujin Yoshioka (2015)
- Grid body für Issey Miyake (2016) im National Art Center

### Architektur und Architekturprojekte
- Transforming Japanese Rice Warehouse, Tokio (1999–2000)[12]
- Mori Building (2000–2001)
- Swarovski Store, Ginza (2006–2008)[13]
- Rainbow Church (2008, 2013–2014), Museum of Contemporary Art Tokio[14]
- Glas-Teehaus, Projekt auf der Internationalen Kunstbiennale Venedig (2015)
- Floating fountain – Entwurf für das neue Olympiastadion in Tokio (2016)[15][16]

### Produktdesign
- Martini Glas für Bombay Sapphire (2003)
- Uhrenserie To für Issey Miyake (2005)
- Uhrenserie O für Issey Miyake (2011)
- Leuchtenserie Planet für Kartell (2015–2016)
- Uhrenserie V für Issey Miyake (2015)
- Olympische Fackel der Olympischen Sommerspiele 2020 in Tokio (2019)

Darüber hinaus erarbeitete er das Corporate Identity und die Logos für Produkte und Kampagnen für Kanebo (Chicca), Issey Miyake (Pleats Please), Fancl und Suqqu.

## Auszeichnungen (Auswahl)
- 2000/2001: I.D. Annual Design Review
- 2001: A&W Award The Coming Designer for the Future[17]
- 2001: Kuwasawa Award
- 2001: Mainichi Designpreis[18]
- 2005: Talents du Luxe
- 2006: Cultural Affairs Section of Government of Japan, Encourage Prize
- 2007: Bulgari Brilliant Dreams Award
- 2007: Good Design Award: Golden Award
- 2007: Design Miami: Designer of the Year
- 2008: Wallpaper Design Awards: Best furniture designer
- 2008: Design for Asia Award: Grand Awards
- 2009: Elle Deco International Design Awards: Designer of the Year
- 2010: Tokyo Design & Art Environmental Awards: Artist of the Year
- 2011: A&W Architektur & Wohnen: Designer des Jahres[17]
- 2012: Maison & Objet: Creator of the Year
- 2017: Milano Design Award